# Edipo (Voltaire)
Edipo (Œdipe) è una tragedia scritta da Voltaire, rappresentata per la prima volta nel 1718.
Rispetto ai classici greci, l'opera contiene anche la storia d'amore tra Filottete e Giocasta. Sebbene l'opera possa risultare un eccessivo appesantimento delle tragedie che la ispirarono, essa fu accolta da un successo di pubblico, che segnò l'inizio della fortuna teatrale di Voltaire.

## Trama

### Atto primo
Dopo una lunga assenza, Filottete ritorna a Tebe per annunciare la morte di Ercole. Apprende così che quattro anni prima il re Laio è stato assassinato e che Edipo, risolti gli enigmi della Sfinge, è asceso al trono sposando Giocasta. Filottete è turbato; in passato vinse la sua passione per Giocasta autoesiliandosi e prendendo parte alle imprese di Ercole, ma ora deve nuovamente confrontarsi con i propri sentimenti. Un contagio seguito ad una carestia, intanto, funesta la città, e un sogno rivela al Gran Sacerdote che cesserà solo quando l'assassino di Laio sarà stato punito. Edipo allora interroga la moglie sull'omicidio, venendo a sapere che il solo Forbante, fedele servitore del re, lo accompagnava quando Laio cadde per mano ignota. Egli stesso ferito, tornò a Tebe; il popolo e i potenti ne chiesero la testa ma Giocasta lo fece nascondere in un castello. Edipo ordina la sua liberazione e invoca l'ira degli dèi sull'uccisore di Laio.

### Atto secondo
Il popolo ha individuato in Filottete il colpevole. Giocasta piange il suo destino; costretta per due volte a sposare un uomo che non amava, ha dovuto soffocare i suoi sentimenti per Filottete, cui confessa la sua passione e cui rivela quali voci circolino a Tebe. Lo prega allora di partire, di tornare a condurre altrove le sue battaglie contro i tiranni, ma l'amico di Ercole è ferito nell'onore e afferma ad Edipo la sua intenzione di farsi giudicare, al fine di dimostrare la propria innocenza.

### Atto terzo
Giocasta prega nuovamente Filottete di partire, di sollevarla da una situazione penosa che la metterebbe pubblicamente in difficoltà. Teme infatti di venir meno all'imparzialità richiesta dal suo ruolo, e che una eventuale assoluzione possa essere rivelatrice del suo amore. L'uomo però oppone un ulteriore rifiuto. Edipo gli rivela che gli dèi hanno deciso di svelare l'identità del colpevole. Pur ritenendo di dover essere creduto sulla parola, e interpretando ogni dubbio come un'offesa, Filottete accetta per il bene del popolo di ascoltare il verdetto del gran Sacerdote.
Il ministro del culto pronuncia un nome che sconvolge tutti, quello di Edipo. Questi, indignato, lo accusa di approfittare dell'impunità per compiere un sacrilegio e mentire in nome degli dèi, mentre Filottete assicura al re tebano il proprio appoggio.

### Atto quarto
Rimasti soli, Giocasta ed Edipo scoprono di nascondere entrambi un segreto con degli inquietanti punti in comune. La donna intende smitizzare le profezie degli oracoli e le affermazioni dei sacerdoti, ricordando che anni prima aveva fatto uccidere il figlio perché secondo la Pizia sarebbe stato un giorno l'assassino del padre e lo sposo della madre. Spera così di poter rassicurare il marito ma questi, raggelato, spiega come una voce divina gli avesse espresso il medesimo vaticinio in un tempio di Corinto. Giunge a quel punto Forbante, il quale riconosce in Edipo l'uccisore di Laio.

### Atto quinto
Il sovrano è disperato e ha ormai deciso di lasciare il trono e la città, nonostante la moglie cerchi di mostrargli la sua innocenza. Irremovibile, designa Filottete come successore, quando giunge da Corinto il messaggero Icaro. Polibo è morto, ma per Edipo la catena delle disgrazie deve ancora progressivamente snodarsi; infatti, il re di Corinto ha ammesso in punto di morte che Edipo non era suo figlio. Icaro ricorda di averlo soccorso in fasce sul monte Citerone, Forbante sopraggiunge e viene riconosciuto dal messaggero. È lui - Icaro se lo ricorda - l'uomo che gli consegnò il piccolo destinato alla morte, e lui svela l'identità del vero padre di Edipo, Laio. La profezia è compiuta, il re tebano si acceca, il gran Sacerdote saluta il ritorno del favore divino e della serenità in Beozia mentre Giocasta, non potendo accettare un destino così crudele, si suicida.

## L'opera
L'Edipo, scritto nel 1717 durante la prigionia, è la prima tragedia di Voltaire, oltre che la prima opera in cui lo scrittore fece uso del suo celebre pseudonimo. Nell'adattare l'Edipo re sofocleo cercò di razionalizzare la trama e le azioni compiute dai personaggi.
Completata in undici mesi, la tragedia venne rappresentata il 18 novembre 1718 alla Comédie-Française, mentre l'autore si trovava in esilio a Châtenay-Malabry. Quinault-Dufresne interpretava Edipo, Charlotte Desmares Giocasta. Tra coloro che assistettero allo spettacolo figuravano anche il reggente Filippo II d'Orléans e la sua figlia primogenita Marie Louise Élisabeth, duchessa di Berry. Da tempo, si vociferava di una loro relazione incestuosa da cui sarebbe nato un bambino; la diceria creò attorno all'Edipo un interesse che andava quindi al di là di una mera curiosità artistica. Nel maggio del 1717, oltretutto, Voltaire era stato arrestato dopo aver rivelato a un informatore della polizia che la giovane duchessa era ancora in stato interessante e rinchiusa nel suo castello di La Muette per partorire in segreto.
Tutto ciò rese la pièce controversa e oggetto di attenzioni già molto prima della sua rappresentazione. La sera dello spettacolo la duchessa era visibilmente in stato di gravidanza avanzata, cosicché i pettegolezzi e l'ironia conseguenti portarono ad affermare che il pubblico avrebbe assistito non solo alle disavventure di Edipo e Giocasta, ma anche alla nascita di Eteocle. La Duchessa di Berry, nonostante l'avanzare della sua vergognosa condizione, andò a vedere le rappresentazioni dell'"Oedipe" per ben cinque volte. Si dice che la feconda giovane vedova fosse attratta dalla bellezza di Quinault-Dufresne, che interpretava il ruolo di Oedipe nella commedia, cosa che la spinse a sfidare l'opinione pubblica per ammirare il fisico dell'attore.La presenza allo spettacolo della nobildonna destò scandalo, contribuendo ulteriormente al successo dell'opera, replicata ben 44 volte e rimasta nel repertorio della Comédie-Française fino al 1852.
Fu il primo lavoro teatrale nella lunga produzione letteraria di Voltaire, prodiga di tragedie sino ai suoi ultimi anni. Il 7 maggio 1723 Edipo tornò sulla scena, interpretato da Quinault-Dufrense e dalla celebre Adrienne Lecouvreur.